# Koyamada Shin
Koyamada Shin (小山田 真 Tiểu Sơn Điền Chân,  born ngày 10 tháng 3 năm 1982), là một diễn viên. sinh ra và lớn lên ở Nhật Bản. xuất kiêm vai chính Shen trong phim Wendy Wu: Homecoming Warrior, bộ phim có số người xem cao thứ 8 của Disney với 5,7 triệu lượt xem. Shin đóng vai chính trong bộ phim The Last Samurai.

## Danh sách các bộ phim đã tham gia
| Năm  | Tên phim                     | Nhân vật      | Ghi chú |  |
| ---- | ---------------------------- | ------------- | ------- |  |
| 2010 | Ai No Shizuku                | Seinen Makibi |         |  |
| 2008 | Disney Channel Games 2008    |               |         |  |
| 2007 | Good Soil                    | Jinbei Masuda |         |  |
| 2007 | Constellation                | Yoshito       |         |  |
| 2007 | Disney Channel Games 2007    |               |         |  |
| 2006 | Wendy Wu: Homecoming Warrior | Shen          |         |  |
| 2006 | Disney Channel Games 2006    |               |         |  |
| 2006 | Wine Road of the Samurai     |               |         |  |
| 2004 | Jake 2.0                     | Shinji Makito | 1 tập   |  |
| 2003 | The Last Samurai             | Nobutada      |         |  |
| 2002 | A Ninja Pays Half My Rent    | Black Nịna    |         |  |
| 2002 | Power Rangers Wild Force     | Agent         | 1 tập   |  |